# High Hopes Tour
El High Hopes Tour fue una gira de conciertos del cantante estadounidense Bruce Springsteen.

## Acto de apertura
- Dan Patlansky (Johannesburg)[2]
- Hunters & Collectors (Melbourne)[3]
- The Rubens (Hunter Valley)[3]
- Dan Sultan (Melbourne & Hunter Valley)[3]
- Jimmy Barnes (Auckland)[3]

### Apariciones especiales
- Mos Def (29 de enero de 2014)
- Jon Landau (11 de febrero de 2014)
- Eddie Vedder (15 y 26 de febrero de 2014)
- Cooper + Koo (26 de febrero de 2014)
- Vini Lopez (10 de abril de 2014)
- David Sancious (10 de abril de 2014)
- Joe Grushecky (22 de abril de 2014)
- Jessica Springsteen (6 y 24 de abril de 2014)
- Rickie Lee Jones (3 de mayo de 2014)
- John Fogerty (3 de mayi 2014)
- Joe Ely (6 de mayo de 2014)